# Tephrina ansorgei
Tephrina ansorgei är en fjärilsart som beskrevs av W. Warren 1898. Tephrina ansorgei ingår i släktet Tephrina och familjen mätare. Inga underarter finns listade i Catalogue of Life.